# Pak Chol-jin
Pak Chol-jin (en hangul: 박철진; en hanja: 朴哲 镇; Pionyang, Corea del Norte, 5 de septiembre de 1985) es un futbolista norcoreano que se desempeña como defensa. Actualmente juega para el Amrokgang Sports Club de la Liga de fútbol de Corea del Norte.

## Selección nacional
Ha sido internacional con la selección de fútbol de Corea del Norte en 36 ocasiones. Fue convocado para disputar la Copa Mundial de 2010 organizada en Sudáfrica.

### Participaciones en Copas del Mundo
| Mundial                        | Sede      | Resultado      | Partidos | Goles |
| ------------------------------ | --------- | -------------- | -------- | ----- |
| Copa Mundial de Fútbol de 2010 | Sudáfrica | Fase de grupos | 3        | 0     |

### Participaciones en Copas Asiáticas
| Copa               | Sede  | Resultado      | Partidos | Goles |
| ------------------ | ----- | -------------- | -------- | ----- |
| Copa Asiática 2011 | Catar | Fase de grupos | 0        | 0     |

## Clubes
| Club      | País            | Año   |
| --------- | --------------- | ----- |
| Amrokgang | Corea del Norte | 2005- |

## Palmarés

### Campeonatos nacionales
| Título                            | Club      | País            | Año  |
| --------------------------------- | --------- | --------------- | ---- |
| Liga de fútbol de Corea del Norte | Amrokgang | Corea del Norte | 2006 |
| Copa de Corea del Norte           | Amrokgang | Corea del Norte | 2007 |
| Liga de fútbol de Corea del Norte | Amrokgang | Corea del Norte | 2008 |
| Copa de Corea del Norte           | Amrokgang | Corea del Norte | 2008 |